# Nicolas Desportes
Pour les articles homonymes, voir Desportes.
Nicolas Desportes est un peintre français, né le 15 juillet 1718 à Buzancy et mort le 29 septembre 1787 à Paris, spécialisé dans les représentations d’animaux et scènes de chasse.

## Biographie
Neveu d’Alexandre-François Desportes, peintre animalier du règne de Louis XV, Nicolas se forme auprès de son oncle. 
C’est en 1723 qu’il est reçu à l’Académie royale de peinture et de sculpture.
À la mort de son oncle, il vend le fonds d’atelier à la Manufacture de Sèvres.